# Microsoft Visual C++
A Microsoft lançou a ferramenta do Visual Studio 2008 para desenvolvimento de software, utilizando a linguagem C++. O Visual C++ 2008 Express Edition continua apresentando suas características para uma programação simples, porém com nível profissional e acessível para todos os usuários, desde os mais experientes até os novatos em programação.
O programa é de caráter e nível profissional, pois permite desenvolver as mais variadas aplicações, sejam elas de console, janela, APIs para ambiente Windows, API DirectX, aplicações de 64 bits e até .NET Framework. Ele possui uma ampla variedade de bibliotecas, atendendo às necessidades de usuários iniciantes e avançados.
Desenvolvimentos profissionais
O desenvolvedor pode criar projetos excelentes para jogos em 2D ou 3D com ferramentas específicas para isto. As aplicações para o Windows continuam a ser feitas com o designer de formulários, conseguindo-se criar janelas para aplicativos com facilidade. Vários modelos de componentes podem ser inseridos como botões, caixas de texto, menus entre outros.
Os recursos para criação com .NET Framework estão mais avançados, garantindo suporte para inúmeros desenvolvimentos. Ainda é possível criar aplicativos de interações com páginas da internet. O compilador continua poderoso como sempre, gerando os códigos de maneira rápida, tornando o trabalho do programador dinâmico.
Facilidade para o desenvolvedor
O design visual dos componentes utiliza o recurso famoso de arrastar e soltar, permitindo uma criação de interfaces de usuários durante o desenvolvimento dos aplicativos. O uso do depurador é intuitivo, garantindo a localização de erros de programação. Os aplicativos desenvolvidos com o Visual C++ 2008 Express Edition conectam-se a praticamente qualquer dispositivo: portas seriais, Bluetooth, infra-vermelho, USB, entre outros.
Com suporte para o SQL Server 2005, Visual C++ 2008 Express Edition chega com suas alteração, garantindo uma estabilidade de sistema e controles para uma programação de qualidade. Você pode conferir o vídeo de introdução (), feito pela Microsoft, apresentando os recursos da versão mais recente do Visual C++ 2008 Express Edition. 